# (38177) 1999 JY120
1999 JY120 (asteroide 38177) é um asteroide da cintura principal. Possui uma excentricidade de 0.23718450 e uma inclinação de 3.64666º.
Este asteroide foi descoberto no dia 13 de maio de 1999 por LINEAR em Socorro.